# Casa Botines
Die Casa Botines ist heute ein Museum, das als Wohn- und Geschäftshaus 1891 von dem Architekten Antoni Gaudí entworfen und 1892 in León gebaut wurde.

## Geografische Lage

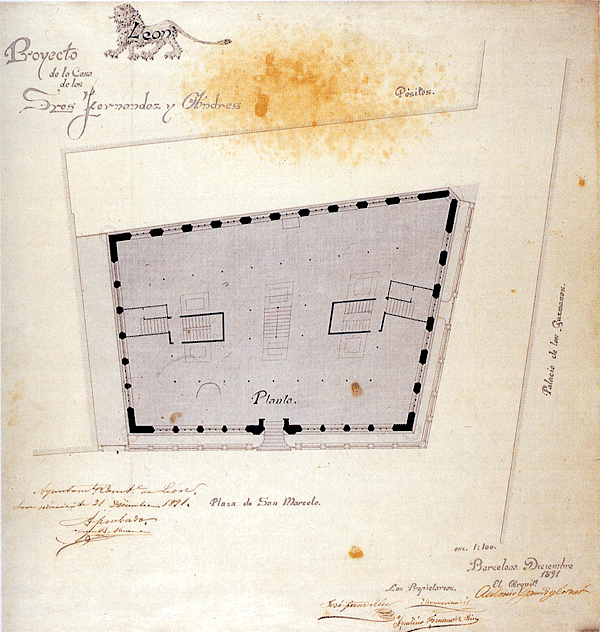
Grundrissentwurf von Antoni Gaudí für die Säulenhalle im Erdgeschoss. Gut zu erkennen ist der trapezförmige Grundriss

Die Casa Botines steht neben dem Palacio de Los Guzmanes aus dem 16. Jahrhundert, heute Sitz der Provinzregierung der autonomen Gemeinschaft Kastilien und León in Spanien, an der Plaza de Santo Domingo in León. In der Stadt liegt das Gebäude an der Grenze zwischen der historischen Altstadt und der Stadterweiterung vom Ende des 19. Jahrhunderts.

## Name
Die Bezeichnung des Gebäudes hat eine etwas verwickelte Entstehungsgeschichte: 1834 gründete der katalanische Kaufmann Juan Homs y Botines in León ein Tuchgeschäft, das Casa Botines. Durch Erbgang über eine Nichte befand es sich am Ende des 19. Jahrhunderts in den Händen zweier Teilhaber, Mariano Andrés González-Luna und Simón Fernández Fernández. Trotz des Eigentümerwechsels behielt die Tuchhandlung aber den Namen Casa Botines bei. Das änderte sich auch nicht, als das Geschäft 1892 in die heutige Casa Botines umzog. Die Bezeichnung wurde in der Folgezeit auf das Gebäude übertragen. Der ursprüngliche Firmengründer, Juan Homs y Botines, hat mit dem Gebäude also gar nichts zu tun.

## Geschichte

### Planung

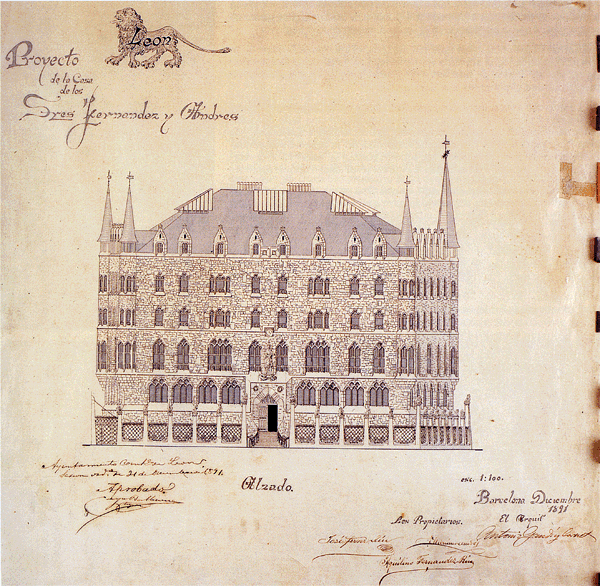
Entwurfszeichnung von Antoni Gaudí

Das Projekt begann mit einem heftigen Rechtsstreit, da Nachbarn sich gegen die Bebauung des bisher unbebauten Grundstücks wehrten. Auch war umstritten, wie weit das Grundstück in die Plaza de San Marcelo hinein reichte. Der Rechtsstreit wurde durch ein gerichtliches Urteil 1890 beendet, das den Bauherren, Mariano Andrés González-Luna und Simón Fernández Fernández, die umstrittenen 800 Quadratmeter zusprach.
Mariano Andrés González-Luna († 1911) und Simón Fernández Fernández († 1893) betrieben zusammen neben dem Textilgeschäft auch ein Pfandleihhaus und Bankgeschäfte. Sie pflegten Geschäftsbeziehungen nach Katalonien. So repräsentierten sie etwa die Banco Hispano-Colonial aus Barcelona, die der Marqués de Comillas gegründet hatte, der der Schwiegervater von Eusebi Güell war, Hauptgönner Gaudís. So kam der Kontakt zu Stande, der dazu führte, dass Antoni Gaudí den Auftrag erhielt, das neue Wohn- und Geschäftshaus an der Plaza de San Marcelo zu errichten. Das fiel ihm umso leichter, als er zur gleichen Zeit (1889–1893) am Bischofspalast im benachbarten Astorga arbeitete. Der Architekt hatte die Pläne für die Casa Botines im Dezember 1891 fertiggestellt.

### Bau
Mit dem Bau wurde am 4. Januar 1892 begonnen. In León gab es wenige Fachkräfte für den Bau eines solchen Hauses, allerdings Steinmetzen, die an der Restaurierung der Kathedrale arbeiteten. Auch gab es weiter Schwierigkeiten mit der Bauaufsicht. Und Gaudí hatte zeitgleich viel in Barcelona zu tun, so dass er nur selten an der Baustelle war und versuchte, so viel wie möglich schriftlich zu erledigen. Hauptsächlich agierte sein Polier Claudi Alsina vor Ort. Immerhin benötigte er nur 10 Monate, um die Arbeiten abzuschließen, so dass das Haus im November 1892 bezugsfertig war. Zum Abschluss der Arbeiten, am 15. November 1893, wurde das Bild des Heiligen Georg mit dem Drachen montiert.

### Nutzung

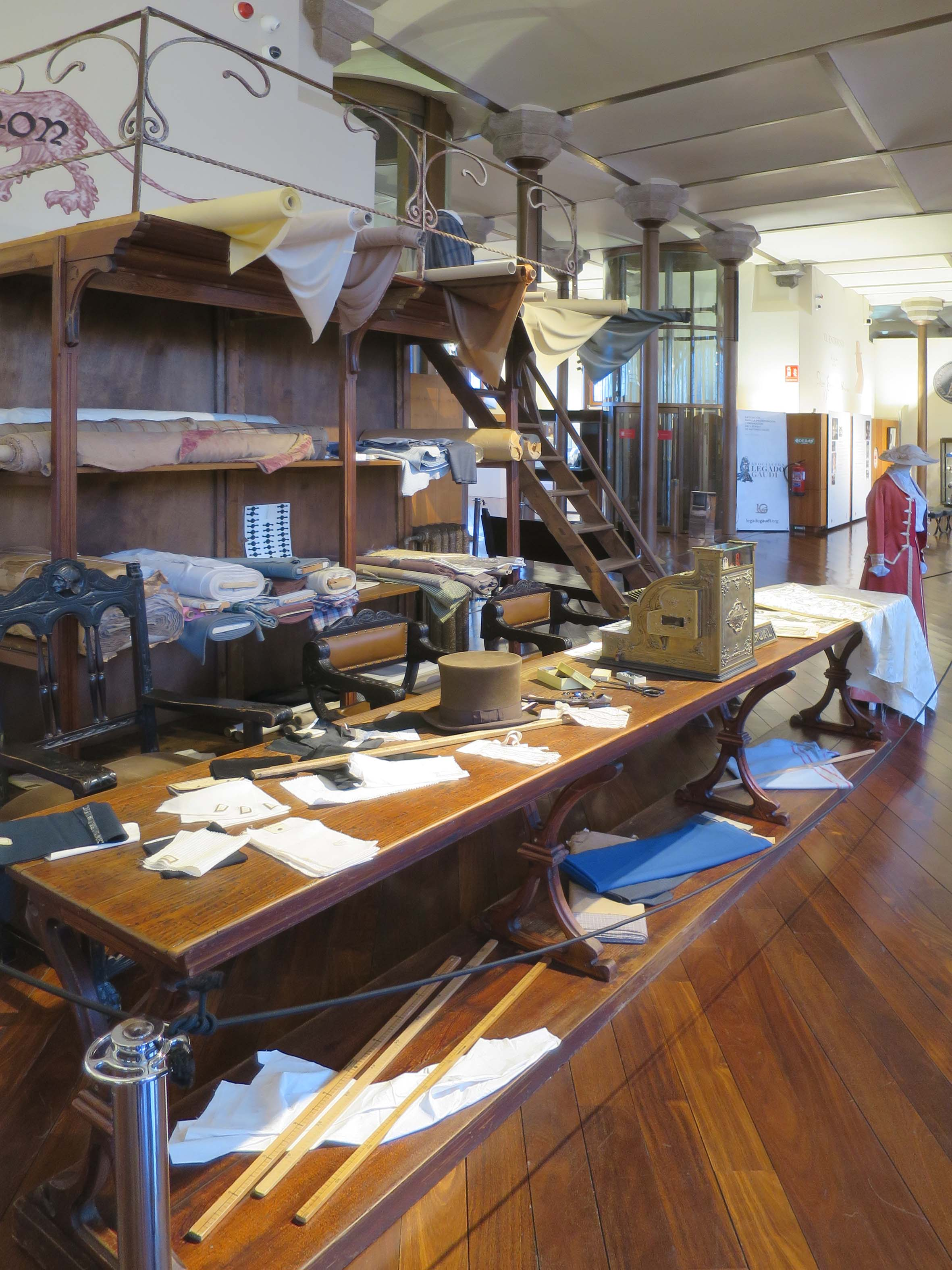
Ausstellungsbereich zur Nutzung des Hauses als Tuchhandel

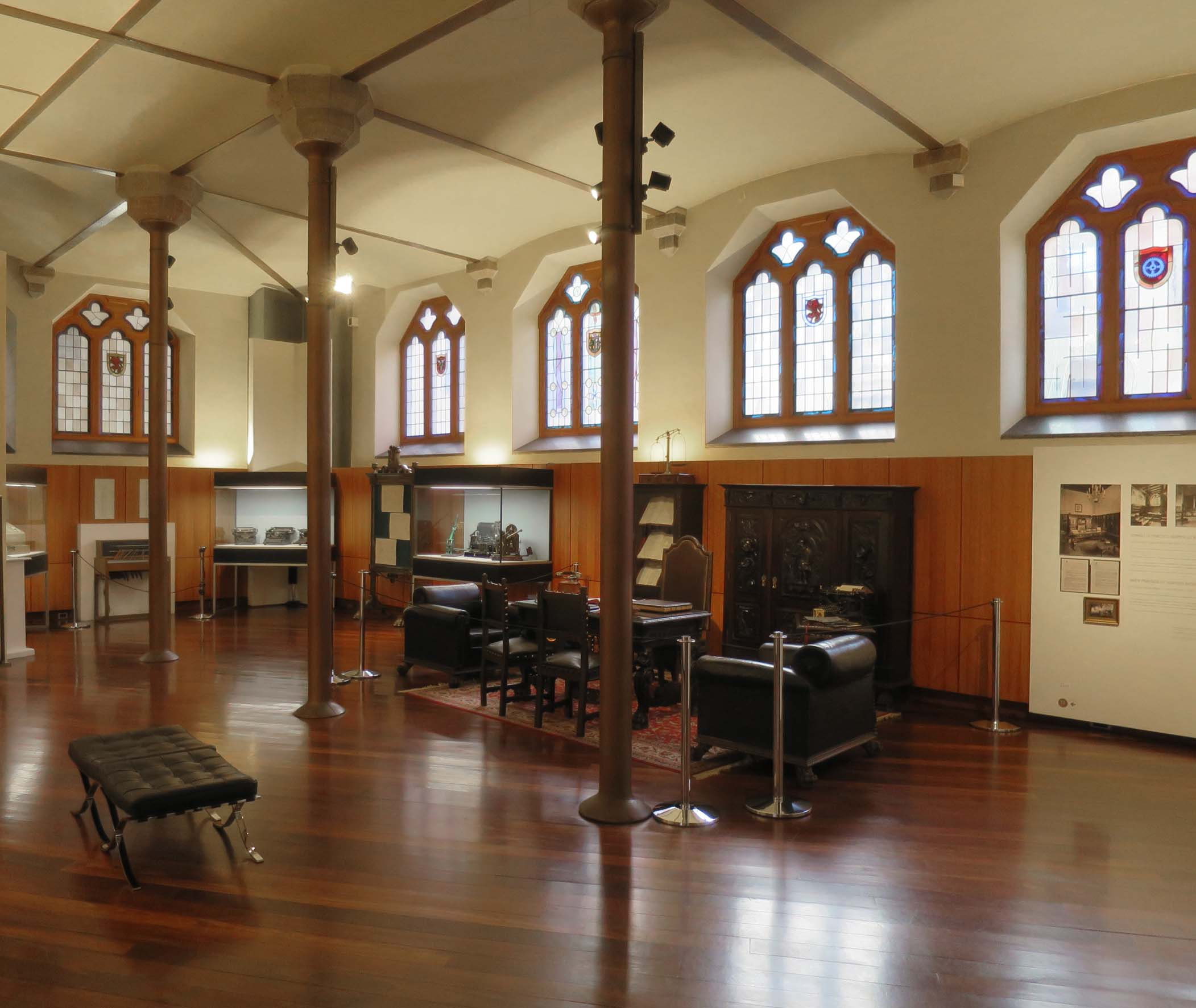
Ausstellungsbereich zur Nutzung des Hauses als Sparkasse

Zunächst nutzten Mariano Andrés González-Luna und die Erben des bereits 1893 verstorbenen Kompagnons, Simón Fernández Fernández, das Gebäude. Andrés González-Luna kaufte später deren Anteile auf. Nach dem Tod von Mariano Andrés 1911 ging das Eigentum am Haus zur einen Hälfte auf dessen Witwe und zur anderen Hälfte auf dessen beide Söhne über.
1929 kaufte die Sparkasse Caja de Ahorros y Monte de Piedad de León das Haus für 750 000 Peseten. 1931 führte sie einen Umbau durch, der vor allem das Erdgeschoss veränderte, wo eine moderne Schalterhalle untergebracht wurde. Weit schwerer war ein baulicher Eingriff, der 1953 erfolgte: Sieben der 28 Gusseisen-Säulen der Halle im Erdgeschoss wurden ausgebaut und deren statische Funktion durch horizontale Träger ersetzt, um mehr Platz zu schaffen. Die übrigen Säulen wurden verschalt: die Schäfte verschwanden optisch hinter rechteckigen Holzverkleidungen, die Kapitelle über einer abgehängten Decke aus Gipsplatten. 1953 wurde auch die Statue des Heiligen Georg durch eine der Marienstatue, Schutzpatronin des Königreichs León, ersetzt. Dabei wurde hinter der Statue eine Kapsel gefunden, die eine Reihe von Dokumenten enthielt, die im Zusammenhang mit den Arbeiten an dem Gebäude standen, wie die von Gaudí unterzeichneten Pläne des Gebäudes, der Kaufvertrag, ein Bericht über die Fertigstellung der Arbeiten und lokale Zeitungen.
Das Gebäude befand sich bis 1990 im Eigentum der Sparkasse. In diesem Jahr kam es zu einer Fusion mehrerer Sparkassen, die nun unter Caja España firmierten, der das Gebäude nun gehörte. Ab 1992 wurde das Gebäude nach denkmalpflegerischen Grundsätzen renoviert, um es wieder in seinen ursprünglichen Zustand zu versetzen und der Sparkasse zu einem repräsentativen Geschäftssitz zu verhelfen. Dabei wurden ursprüngliche Elemente, die zuvor entfernt oder verändert worden waren, zurück restauriert oder durch Kopien wieder hergestellt. Am 20. Dezember 1996 konnte das renovierte Gebäude wieder eingeweiht werden.
2016 kam es zu einer weiteren Fusion: Die Sparkassen Caja España und Caja Duero schlossen sich zusammen, der Verwaltungssitz in León wurde überflüssig, das Gebäude in die Stiftung España-Duero eingebracht und nun museal als Gaudí Casa Botines Museum genutzt, das am 23. April 2017 eröffnete.

## Gebäude

### Baugrundstück
Mariano Andrés González-Luna und Simón Fernández Fernández erwarben 1886 das knapp 2400 m² große, trapezförmige Baugrundstück, das damals am Stadtrand lag, von einer Erbengemeinschaft um den Herzog von Uceda, Francisco de Borja Téllez-Girón y Fernández de Velasco, die 1882 bereits den benachbarten Palacio de Los Guzmanes an die Stadt verkauft hatte. Der Kaufpreis für das Baugrundstück betrug 17.000 Peseten.

### Einteilung

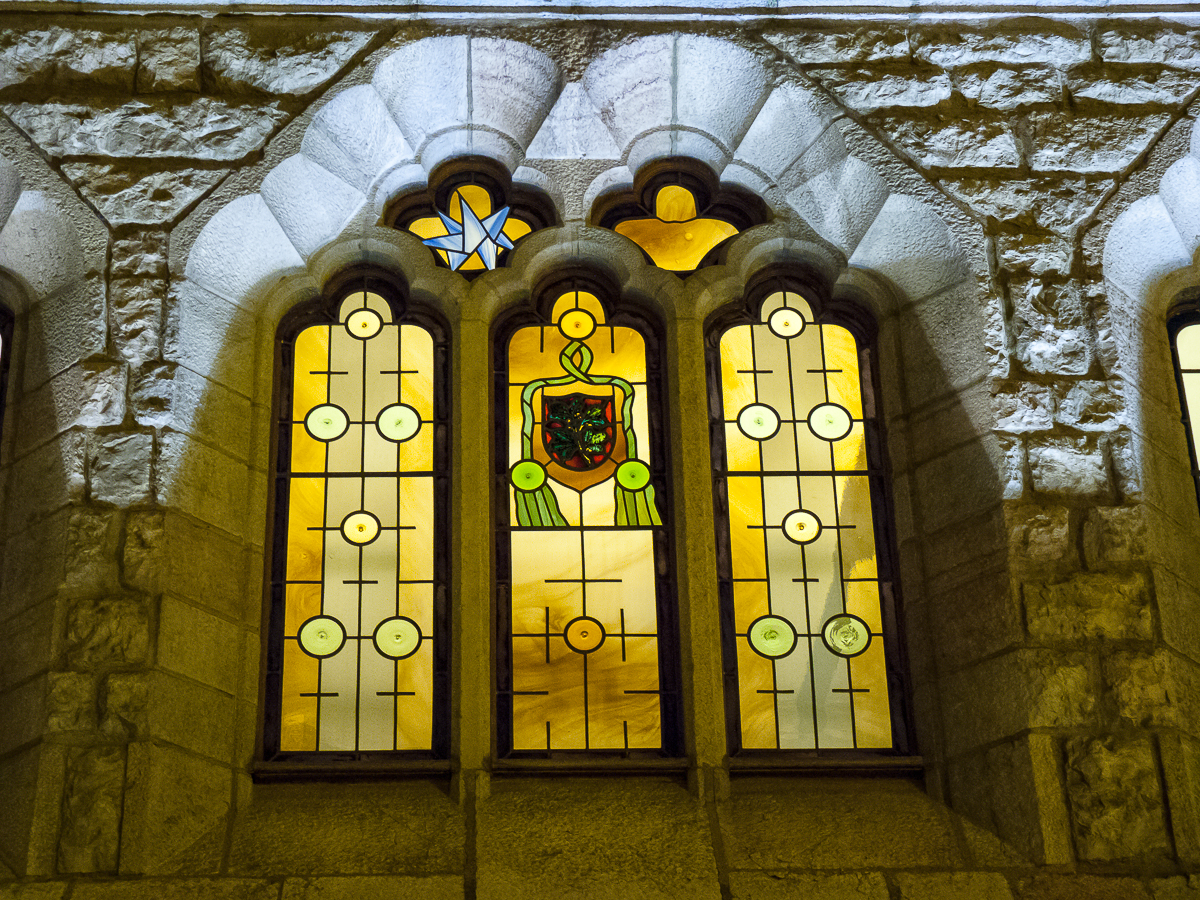
Fenster

Seiner ursprünglichen Nutzung entsprechend waren im Halbkeller und im Erdgeschoss Büros, Lager- und Verkaufsräume untergebracht. Die Obergeschosse enthielten Wohnungen großbürgerlichen Zuschnitts: Im ersten Stock befanden sich die beiden Wohnungen der Teilhaber und in den beiden darüber liegenden Obergeschossen je vier Wohnungen pro Stockwerk. Im ausgebauten Dachboden lag die Wohnung des Hausmeisters. Der Dachboden ist zweigeschossig, da das Dach eine entsprechende Höhe aufweist.
Der Grundriss des Gebäudes ist aufgrund der Form des Grundstücks leicht trapezförmig mit  vier unterschiedlichen Fassadenlängen: Nordfassade 35,5 m, Südfassade, 28,5 m, Ostfassade 25 m und Westfassade 20 m. Der Haupteingang liegt an der Plaza de San Marcelo. Heute ist das der Eingang zum Museum. Hier gelangten Besucher in den Verkaufsraum und zu den Büros. Der Eingang an der gegenüberliegenden Gebäudeseite diente als Zugang zum Lager. Die seitlichen Eingänge führten zu den Wohnungen.

### Konstruktion
In Erdgeschoss und Halbkeller ruht das Gebäude im Innern auf einem Satz von 28 gusseisernen Säulen mit einem Durchmesser von je 20 m,cm. Beide Ebenen wurden so zu nahezu das ganze jeweilige Geschoss umfassenden Hallen. Damit wurde eine maximale räumliche Nutzung erzielt, die natürliche Beleuchtung für den gesamten Raum ermöglicht und ein guter Luftaustausch erzielt. Das sich daraus ergebende Raster von 12 × 8 ergab 96 Module, die durch Wände getrennt oder auch zusammengelegt werden konnten, je nachdem wie die Flächen genutzt wurden.

### Äußeres

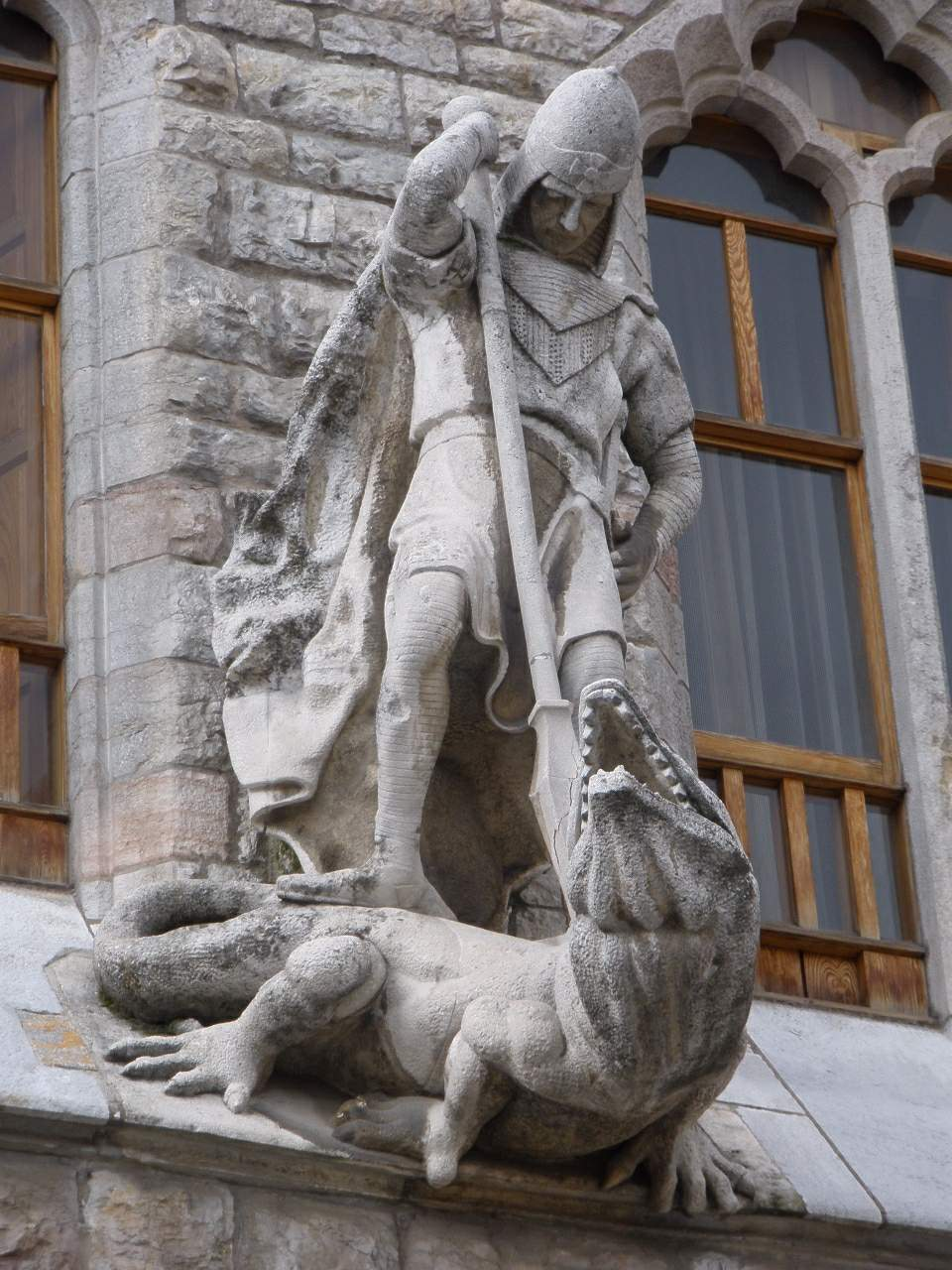
Heiliger Georg und Drache an der Hauptfassade

Das Erscheinungsbild des Gebäudes ist von massiven Wänden aus Kalkstein geprägt, deren Bossenquader ihm einen rustikalen, festungsartigen und „historischen“ Charakter verleihen. Tatsächlich hat aber ein Teil dieser „wehrhaften“ Zutaten praktische Funktionen: Der das Gebäude umgebende Graben dient dazu, auch den Räumen im Keller volles Tageslicht zu geben. Ebenso sind die Ecktürme dazu da, um die Eckräume zu belichten. Die vier zylindrischen Ecktürme, auf Kragsteine gestellt, ragen aus der Fassadenflucht heraus. Sie tragen konische, in Schiefer gedeckte Spitzen und je eine Wetterfahne mit Malteserkreuz. Das Dach ist ebenfalls mit Schiefer gedeckt. Das Haus ist von einem Graben umgeben, der zur Straße mit schmiedeeisernem Gitter gesichert ist. Die Fenster sind überwiegend gotisierend gestaltet, außer in den Türmen. Das wird durch die Türen und Fenster bewirkt, die mit Lappenbögen gestaltet sind. Ansonsten aber betont die Fassade die Horizontalität mit gut markierten Gesimsen. Den Haupteingang zierte ein Tor aus Schmiedeeisen mit einer Löwenfigur, einer Hommage an die Stadt. Über dieser Tür befindet sich die 2,9 m hohe Skulptur des Heiligen Georg mit dem Drachen von Llorenç Matamala entworfen und vor Ort von einem Steinmetz geschlagen. Vorbild für die Figur des Heiligen war Matamala selbst und für den Drachen einer der Wasserspeier von der Apsis der Sagrada Familia in Barcelona. Die ursprüngliche Statue wurde 1956 durch eine Replik ersetzt. Über dieser Statue befindet sich eine Uhr.

### Inneres

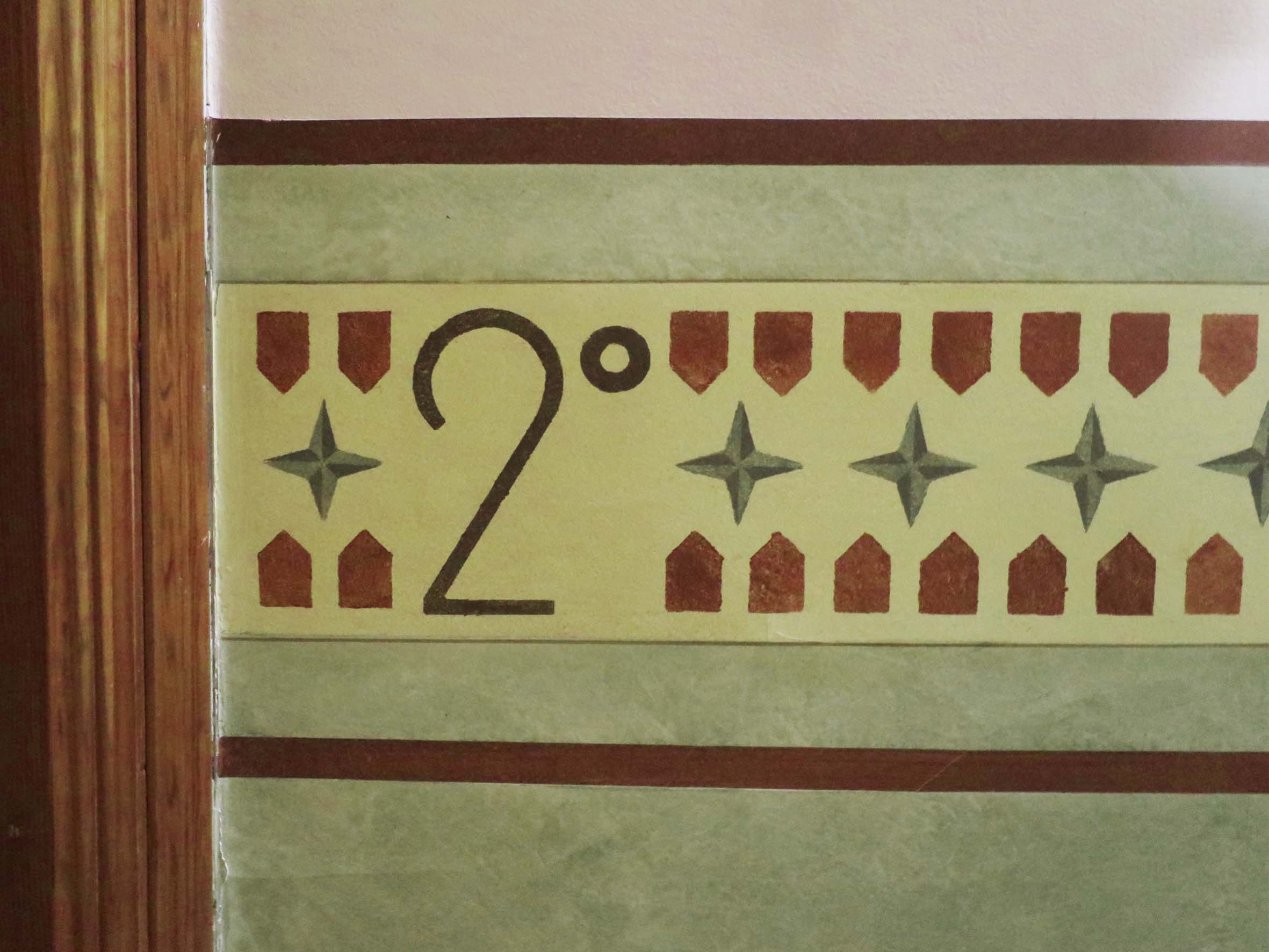
Ausstattungsdetail: Anzeige für den 2. Stock im Treppenhaus

Im Gegensatz zum gotisierenden Stil der Fassade ist das Innere komplett modern in Formen des Jugendstils gehalten, Schränke, Buntglasfenster, Sgraffito- und Eisenschmiedearbeiten, wie Geländer und Griffe. Im Erdgeschoss befinden sich Glasfenster, die Szenen aus León und – elfmal wiederholt – das Wappen von León, Szenen aus Industrie, Handel, Arbeit und Landwirtschaft darstellen.
Lichtschächte durchziehen das Gebäude vertikal. Ihr Licht erhalten sie über sechs große Fenster im Dach.

## Denkmalschutz
Am 24. August 1969 wurde die Casa Botines durch ein Dekret des Ministerrates zum spanischen Kulturdenkmal erklärt. Sie ist im Register der unbeweglichen Kulturdenkmäler unter der Nummer RI-51-0003826 erfasst.
In der Eigendarstellung der Stiftung wird angegeben, dass die Caja España für die von 1992 bis 1996 erfolgte denkmalgerechte Renovierung einen Preis von Europa Nostra erhalten habe. Dazu finden sich auf deren Homepage allerdings keine Angaben.

## Museum
Das Gaudí Casa Botines Museum zeigt im Erdgeschoss eine Ausstellung zu dem Schaffen Gaudís und der Casa Botines im Besonderen. Außerdem können zwei der darüber liegenden Wohnetagen besichtigt werden: Eine Etage ist mit Objekten aus der Entstehungszeit möbliert, eine weitere Etage wird als Gemäldegalerie genutzt. Hier werden unter anderem Werke von Ramon Casas i Carbó, Joaquín Sorolla, Federico de Madrazo y Kuntz und Antoni Tàpies gezeigt.

## Wissenswert
Die Casa Botines ist eines von drei Werken, die Antoni Gaudí außerhalb von Katalonien geschaffen hat. Die anderen sind der Bischofspalast von Astorga und die Villa Quijano in Kantabrien.